# Jared W. Williams
Jared Warner Williams, född 22 december 1796 i Woodstock i Connecticut, död 29 september 1864 i Lancaster i New Hampshire, var en amerikansk demokratisk politiker. Han representerade delstaten New Hampshire i båda kamrarna av USA:s kongress, först i representanthuset 1837-1841 och sedan i senaten 1853-1854. Han var guvernör i New Hampshire 1847-1849.
Williams utexaminerades 1818 från Brown University. Han studerade sedan juridik i Connecticut och inledde 1822 sin karriär som advokat i New Hampshire.
Williams blev invald i representanthuset i kongressvalet 1836. Han omvaldes 1838. Han efterträdde 1847 Anthony Colby som guvernör. Han efterträddes 1849 av Samuel Dinsmoor Jr.
Senator Charles G. Atherton avled 1853 i ämbetet och efterträddes av Williams. Utnämningen gällde till 15 juli 1854.
Williams avled 1864 och gravsattes på Summer Street Cemetery i Lancaster.